# Omelne
Omelne (ukr. Омельне) – wieś na Ukrainie, w obwodzie wołyńskim, w rejonie kowelskim. 
Powstała po II wojnie światowej na gruntach chutoru Wystrów, który w II Rzeczypospolitej wchodził w skład gminy wiejskiej Szack w powiecie lubomelskim województwa wołyńskiego. Ponadto, do II wojny światowej w pobliżu miejscowości znajdował się chutor Wysokie.
Do 2020 w rejonie szackim.